# الخائنة (فلم 1965)
الخائنة هو فيلم مصري عرض عام 1965، بطولة نادية لطفي ومحمود مرسي، ومن إخراج كمال الشيخ.

## قصة الفيلم
تدور أحداث الفيلم حول «إلهام» التي تعاني من انشغال زوجها «أحمد» المحامي بمكتبه وقضاياه، ويتمكن أحد أصدقائه أن يوهمها بأن زوجها يخونها مع موكلته «علية» بحيث يدفعها إلى خيانة زوجها الذي يشك فيها ويشرع في مراقبتها لكنه لا يتوصل لشخصية عشيقها وتضيق «إلهام» بحياتها فتنتحر وقبل أن تلفظ أنفاسها تعترف لزوجها بحبها له.

## طاقم التمثيل
- نادية لطفي: (إلهام)
- محمود مرسي: (أحمد سلام)
- عمر الحريري: (شاكر الدمنهوري)
- ليلى طاهر: (علية شكري)
- يوسف شعبان: (يوسف)
- عادل أدهم: (الدكتور عادل)
- حسين رياض: (المستشار فخري)
- نادية الجندي: (منى - زوجة د. عادل)
- سامية شكري: (نوال - زوجة شاكر)
- أحمد لوكسر: (محامي الزوج)
- إدمون تويما: (مسيو ماركو - المصور)
- عدوي غيث: (عبد الله - كاتب المحامي)
- محمد شوقي: (عبد السلام - السائق)
- عباس رحمي: (القاضي)
- محمود النادي: (إبراهيم عبد السيد - الزوج)
- ليلى شعير: (عارضة أزياء)
- محمد نبيه: (متفرج في قاعة المحكمة)

## فريق العمل
- إخراج: كمال الشيخ
- قصة: إبراهيم الورداني
- سيناريو: عبد الحي أديب
- حوار: موسى صبري
- مدير التصوير: وحيد فريد
- مونتاج: سعيد الشيخ
- إنتاج: شركة القاهرة للسينما (عباس حلمي)
- توزيع: دولار فيلم